# Wells Fargo Plaza (Houston)
O Wells Fargo Plaza é um dos arranha-céus mais altos do mundo, com 296 metros (972 ft). Edificado na cidade de Houston, Estados Unidos, foi concluído em 1983 com 71 andares.